# (24443) 2000 OG
2000 أو جي (ويعرف أيضًا باسم (24443) 2000 أو جي وفق تسمية الكوكب الصغير) (بالإنجليزية: 2000 OG)‏ هو كويكب ضمن حزام الكويكبات؛ وترتيبه 24443 من حيث الاكتشاف.
اكتُشف هذا الجُرم الفلكي بواسطة بحث لنكولن عن الكويكبات القريبة من الأرض في 21 يوليو 2000.

## وصلات خارجية
- (24443) 2000 OG في قاعدة بيانات مختبر الدفع النفاث لأجرام النظام الشمسي الصغيرة

- الاكتشاف · مخطط المدار ·  العناصر المدارية · المعلمات المادية

- (24443) 2000 OG على موقع ويكي سكاي: DSS2, SDSS, GALEX, IRAS, Hydrogen α, X-Ray, Astrophoto, Sky Map, Articles and images